# Liopropoma swalesi
Liopropoma swalesi är en fiskart som först beskrevs av Fowler och Bean, 1930.  Liopropoma swalesi ingår i släktet Liopropoma och familjen havsabborrfiskar. Inga underarter finns listade i Catalogue of Life.